# Bee Movie
Bee Movie är en animerad komedifilm från 2007 som är skriven och producerad av Jerry Seinfeld, som också spelar huvudrollen i filmen. Filmen är Seinfelds första animerade film. Vissa av skådespelarna och personerna i filmteamet har jobbat med Jerry tidigare i serien Seinfeld, till exempel Michael Richards (Cosmo Kramer i serien) och manusförfattaren Spike Feresten. Bee Movie hade biopremiär den 25 december 2007 och släpptes på DVD den 11 mars året efter. Filmen har även gjorts som TV-spel, se Bee Movie Game.

## Handling
Bee Movie handlar om, ett till synes, helt vanligt bi vid namn Barry B. Benson (Jerry Seinfeld). Barry har nyss gått ut college och måste välja ett yrke som han måste hålla fast vid i hela livet. Men Barry vill bestämt inte tillbringa resten av sitt liv som varken pollenräknare, rörare, smutsplockare eller kletborttagare - han vill ut och se världen utanför de honungstäckta väggarna. Tillsammans med pollenpiloterna tar han sig ut ur kupan, vilket är en början på hans livs största äventyr. 
Binas äldsta lag är att man aldrig får prata med en människa, den lagen bryter Barry mot när han träffar den vackra floristen Vanessa Bloome (Renée Zellweger). Vanessa och Barry för långa samtal och blir bra vänner. En dag upptäcker Barry att människorna, enligt honom själv, stjäl binas honung. Han ser hårt på upptäckten och beslutar sig för att, med hjälp av Vanessa, stämma hela människosläktet.
Åtal väcks och en kamp mellan Barry och advokaten Layton T. Montgomery börjar. Efter en lång rättegång kommer domarbeslutet - Barry och bina vinner. Bina får tillbaks all honung som människorna stulit, och firar rejält. Men nu när bina har så gott om honung behöver de inte flyga ut och samla mer, och då blir inte blommorna befruktade. Barry inser att han har gjort fel och gör allt för att gottgöra sig och rädda jordens växtlighet.

## Rollista
| Roll                 | Engelsk originalröst | Svensk röst     |
| -------------------- | -------------------- | --------------- |
| Barry B. Benson      | Jerry Seinfeld       | Andreas Nilsson |
| Vanessa Bloome       | Renée Zellweger      | Claudia Galli   |
| Adam Flayman         | Matthew Broderick    | Anders Lundin   |
| Layton T. Montgomery | John Goodman         | Claes Ljungmark |
| Ken                  | Patrick Warburton    | Göran Berlander |
| Martin B. Benson     | Barry Levinson       | Claes Månsson   |
| Domare               | Oprah Winfrey        | Babben Larsson  |
| Hector               | David Moses Pimentel | Dogge Doggelito |
| Snabeln              | Chris Rock           | Özz Nûjen       |
| Janet B. Benson      | Kathy Bates          | Vicki Benckert  |
| Trudy                | Megan Mullally       | Lizette Pålsson |
| Sting                | Sting                | Tony Irving     |
| Surrberg             | Larry Miller         | Gunnar Ernblad  |
| Berättare            | Jim Cummings         | Torsten Wahlund |

- Översättare – Robert Cronholt
- Dialogregissör – Peter Sjöquist
- Tekniker – Rebecca Pantzer
- Svensk version producerad av Sun Studio[2]